# Гатищенська сільська рада
Гатищенська сільська́ ра́да — адміністративно-територіальна одиниця та орган місцевого самоврядування в Вовчанському районі Харківської області. Адміністративний центр — село Гатище.

## Загальні відомості
- Гатищенська сільська рада утворена в 1917 році.
- Територія ради: 64,697 км²
- Населення ради: 767 осіб (станом на 2001 рік)
- Територією ради протікають ррічка Вовча, Сіверський Дінець.

## Населені пункти
Сільській раді були підпорядковані населені пункти:
- с. Гатище
- с. Бугруватка
- с. Огірцеве
- с. Приліпка

## Склад ради
Рада складалася з 14 депутатів та голови.
- Голова ради: Шевченко Андрій Володимирович
- Секретар ради: Шевцова Олена Миколаївна

### Керівний склад попередніх скликань
| Прізвище, ім'я, по батькові   | Основні відомості                                                 | Дата обрання | Дата звільнення |
| ----------------------------- | ----------------------------------------------------------------- | ------------ | --------------- |
| Гапоненко Віра Василівна      | Сільський голова, 1952 року народження, позапартійна              | 26.03.2006   | 31.10.2010      |
| Шевченко Андрій Володимирович | Сільський голова, 1974 року народження, освіта вища, безпартійний | 31.10.2010   | 01.01.2016      |
| Сливченко Василь Іванович     |                                                                   |              |                 |

Примітка: таблиця складена за даними сайту Верховної Ради України

### Депутати
За результатами місцевих виборів 2010 року депутатами ради стали:

#### За суб'єктами висування
| Суб'єкт висування                 | Кількість обраних депутатів | %    |
| --------------------------------- | --------------------------- | ---- |
| Партія регіонів                   | 6                           | 42,9 |
| Народна партія                    | 4                           | 28,6 |
| Політична партія «Сильна Україна» | 4                           | 28,6 |

#### За округами
| № округу                          | Прізвище, ім'я, по батькові    | Дата визнання обраним | Освіта             | Партійна приналежність                  | Відомості про обраного депутата                       |
| --------------------------------- | ------------------------------ | --------------------- | ------------------ | --------------------------------------- | ----------------------------------------------------- |
| Народна Партія                    |                                |                       |                    |                                         |                                                       |
| 2                                 | Ольхова Світлана Олексіївна    | 03.11.2010            | середня спеціальна | позапартійна                            | Вовчанський територіальний центр, соціальний робітник |
| 9                                 | Брюхнова Тетяна Миколаївна     | 03.11.2010            | вища               | член Партії регіонів                    | Гатищанська загальноосвітня школа, вчитель            |
| 11                                | Сливченко Світлана Вікторівна  | 03.11.2010            | середня спеціальна | позапартійна                            | тимчасово не працює                                   |
| 14                                | Єршов Олександр Миколайович    | 03.11.2010            | вища               | позапартійний                           | Гатищанська сільська рада, головний бухгалтер         |
| Партія регіонів                   |                                |                       |                    |                                         |                                                       |
| 1                                 | Левченко Віталій Олександрович | 03.11.2010            | вища               | позапартійний                           | пенсіонер                                             |
| 3                                 | Дяченко Ольга Юхимівна         | 03.11.2010            | вища               | позапартійна                            | пенсіонер                                             |
| 4                                 | Білоножко Марія Василівна      | 03.11.2010            | середня            | член Політичної партії «Сильна Україна» | тимчасово не працює                                   |
| 8                                 | Мацак Любов Іванівна           | 03.11.2010            | середня спеціальна | позапартійна                            | Гатищанська сільська рада, касир-рахівник             |
| 10                                | Балакірєва Валентина Іванівна  | 03.11.2010            | середня спеціальна | позапартійна                            | пенсіонер                                             |
| 12                                | Шевцова Олена Миколаївна       | 03.11.2010            | середня спеціальна | позапартійна                            | Гатищанська сільська рада, секретар виконкому         |
| Політична партія «Сильна Україна» |                                |                       |                    |                                         |                                                       |
| 5                                 | Рибка Наталія Василівна        | 03.11.2010            | середня спеціальна | член Партії регіонів                    | Відділення поштового зв'язку, начальник               |
| 6                                 | Василенко Ніна Петрівна        | 03.11.2010            | середня спеціальна | позапартійна                            | Гатищанська сільська рада, техпрацівник               |
| 7                                 | Гуріна Тамара Євгеніївна       | 03.11.2010            | середня спеціальна | позапартійна                            | НГ ТОВ «Авалон», робітник                             |
| 13                                | Копейченко Олена Василівна     | 03.11.2010            | середня спеціальна | член Партії регіонів                    | Відділення поштового зв'язку, листоноша               |